# Mastigoproctus butleri
Mastigoproctus butleri är en spindeldjursart som beskrevs av Pocock 1894. Mastigoproctus butleri ingår i släktet Mastigoproctus och familjen Thelyphonidae. Inga underarter finns listade i Catalogue of Life.